# アルブレヒト1世 (バイエルン公)
アルブレヒト1世（Albrecht I., 1336年7月25日 - 1404年12月13日）は、14世紀の下バイエルン公。エノー伯、ホラント伯、ゼーラント伯でもあった。父は神聖ローマ皇帝ルートヴィヒ4世、母はエノー伯、ホラント伯、ゼーラント伯相続人マルガレーテ。ルートヴィヒ5世、シュテファン2世は異母兄、ルートヴィヒ6世、ヴィルヘルム1世は同母兄、オットー5世は同母弟である。

## 生涯
1347年に父が没し、1349年に遺領が分割された時、上バイエルンはルートヴィヒ5世、ルートヴィヒ6世、オットー5世が、下バイエルンはシュテファン2世、ヴィルヘルム1世、アルブレヒト1世がそれぞれ相続した。1353年には下バイエルンは更に分割、シュテファン2世はランツフートを、ヴィルヘルム1世とアルブレヒト1世はシュトラウビングを相続した。
1356年に兄ヴィルヘルム1世が母の死によりエノー、ホラント、ゼーラントを相続したが、間もなく兄が発狂した為、1358年に摂政として政務を代行、事実上ネーデルラントの単独統治者となった。ヴィルヘルム1世は1389年に死ぬまで幽閉され、名目上の共同統治者に置かれた。
この間、アルブレヒト1世は子供達を各王族と縁組させているが、長男ヴィルヘルムと三女マルガレーテがそれぞれブルゴーニュ公フィリップ2世（豪胆公）の長女マルグリットおよび長男ジャン（無怖公）と結婚（カンブレー二重結婚）、ジャン・マルガレーテ夫妻が生んだ外孫フィリップ3世（善良公）が最終的にエノー、ホラント、ゼーラントを獲得した。
しかし、愛人が政治に介入し、それに乗じてタラ派（Kabeljauws）と呼ばれる党派が実権を握った為、反対派の釣り針派（Hoeks）が長男のヴィルヘルムと結んでアルブレヒト1世と対立、内乱が発生してしまった（釣り針とタラ戦争）。1397年には下バイエルン＝シュトラウビングの共同統治者であった次男のアルブレヒト2世に先立たれている。
1404年に死去してヴィルヘルムが後を継いだ為、内乱は一旦収まったが、1417年に彼が一人娘ジャクリーヌだけを残して死去すると、リエージュ司教だった三男ヨハンとジャクリーヌが相続を巡って争い、タラ派とフック派の内乱も再燃、フィリップ善良公も介入、内乱を通してヴァロワ＝ブルゴーニュ家がネーデルラントに勢威を拡大していった。

## 家族
1353年にブジェク公ルドヴィク1世の娘マルガレーテ（1342年/1343年 - 1386年）と結婚。7人の子を儲けた。
1. カタリーナ（1361年 - 1400年） - 1379年にユーリヒ＝ゲルデルン公ヴィルヘルムと結婚。
2. ヨハンナ（1362年 - 1386年） - 1370年にローマ王ヴェンツェルと結婚。
3. マルガレーテ（1363年 - 1423年） - 1385年にブルゴーニュ公ジャン（無怖公）と結婚。
4. ヴィルヘルム2世（1365年 - 1417年） - 下バイエルン＝シュトラウビング公、エノー伯、ホラント伯、ゼーラント伯。
5. アルブレヒト2世（1369年 - 1397年） - 下バイエルン＝シュトラウビング公。父に先立って死去。
6. ヨハンナ・ゾフィー（1373年 - 1410年） - 1390年にオーストリア公アルブレヒト4世と結婚。
7. ヨハン3世（1374年 - 1425年） -  リエージュ司教、下バイエルン＝シュトラウビング公。

1394年にクレーフェ＝マルク伯アドルフ3世の娘マルガレーテ（1375年 - 1411年）と再婚。子はなかった。他に数人の庶子がいた。